# Valy (okres Pardubice)
Obec Valy se nachází v okrese Pardubice v Pardubickém kraji. Žije zde 516 obyvatel.

## Historie
První písemná zmínka o obci pochází z roku 1398. Začátkem 15. století vznikly dvě vodní, rytířské tvrze a to Valy a Lepějovice. Byly to malé tvrze, typické pro polabskou oblast. V polovině 16. století byl na místě dnešních Valů vybudován rybniční systém. V letech 1704 až 1848 byly Valy součástí panství Choltice. V roce 1845 byly Valy připojeny k železniční síti. Obec byla elektrifikována v roce 1943.

## Pamětihodnosti
- Myslivna
- Kostel svatého Archanděla Michaela (Lepějovice), v lese na východ od vesnice
- Zaniklá středověká vesnice Lepějovice (Lepejowice, Lepyowicz) se připomínala již roku 1167 se dvorem kláštera Litomyšlského, roku 1358 měla kostelík, který v roce 1677 stál "mezi kalužinami, bahny a lesy" a byl filiální do Svinčan, s přifařenými obcemi měl 120 duší [4].
- Tvrz Kunáta z Dobřenic

## Přírodní zajímavosti
- Meandry Struhy
- Pradub (kmen se nyní nalézá na Veselí)

## Technické památky
- Most „Pět kanálů“
- Silniční most přes Labe mezi Valy a Mělicemi

## Znak obce
Šikmo (z dolního levého do pravého horního rohu) dělený štít. V horní části je zlatá vlčí hlava na červeném poli, v dolní části bílý čáp s červeným zobákem a nohama na modrém poli. Vlk pochází z erbu rytíře z Valů a čáp z erbu Kunáta z Dobřenic.

## Osobnosti
- Bóža Dvořák, architekt, stavitel, inženýr
- Václav Pour, první poslanec zemského sněmu - 1861
- Jaroslav Štork (1909–1980), účastník Olympijských her 1936 v chůzi na 50 km (4. místo)[5]

## Galerie

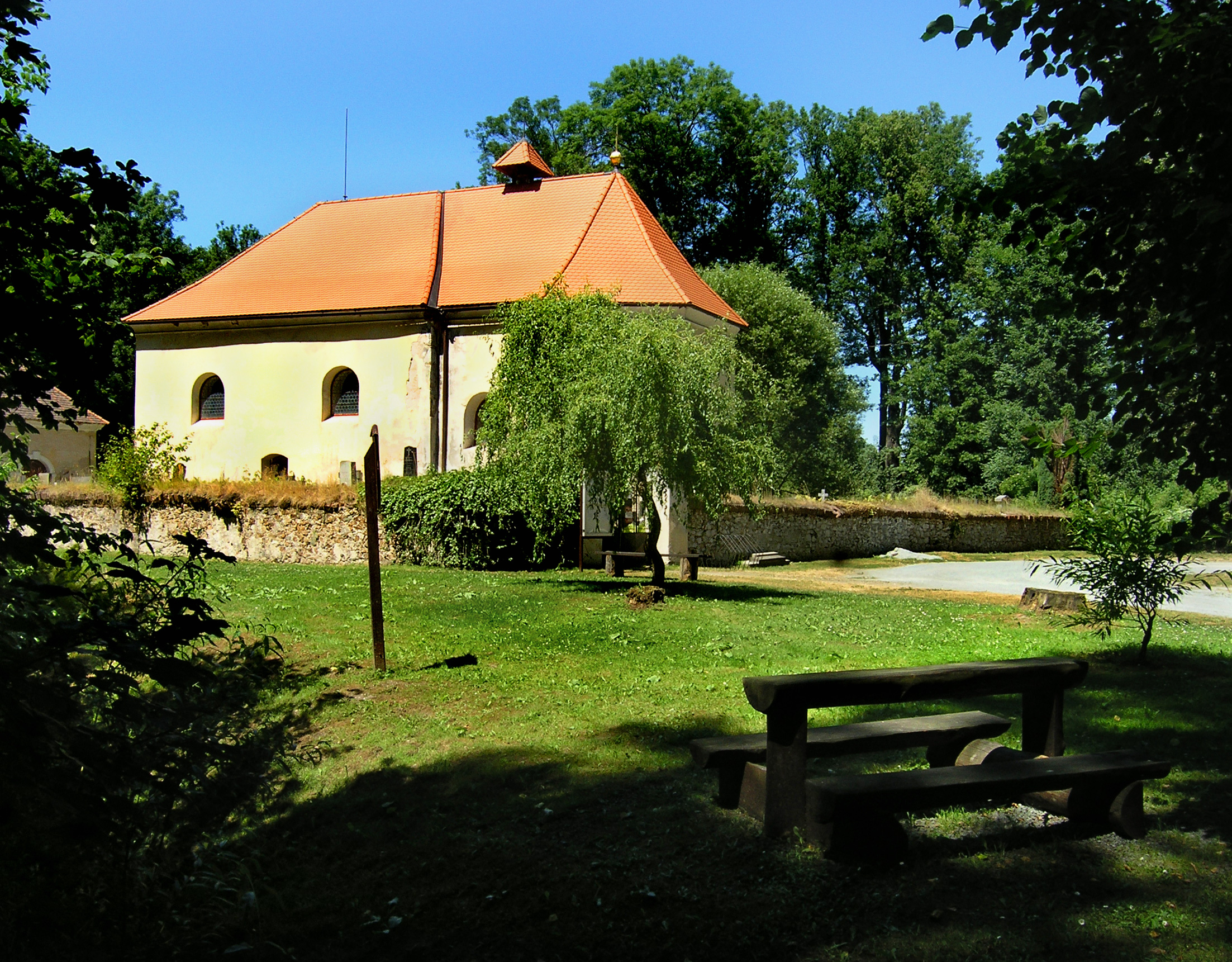
Kostel sv. Michala v zaniklé vsi Lepějovice
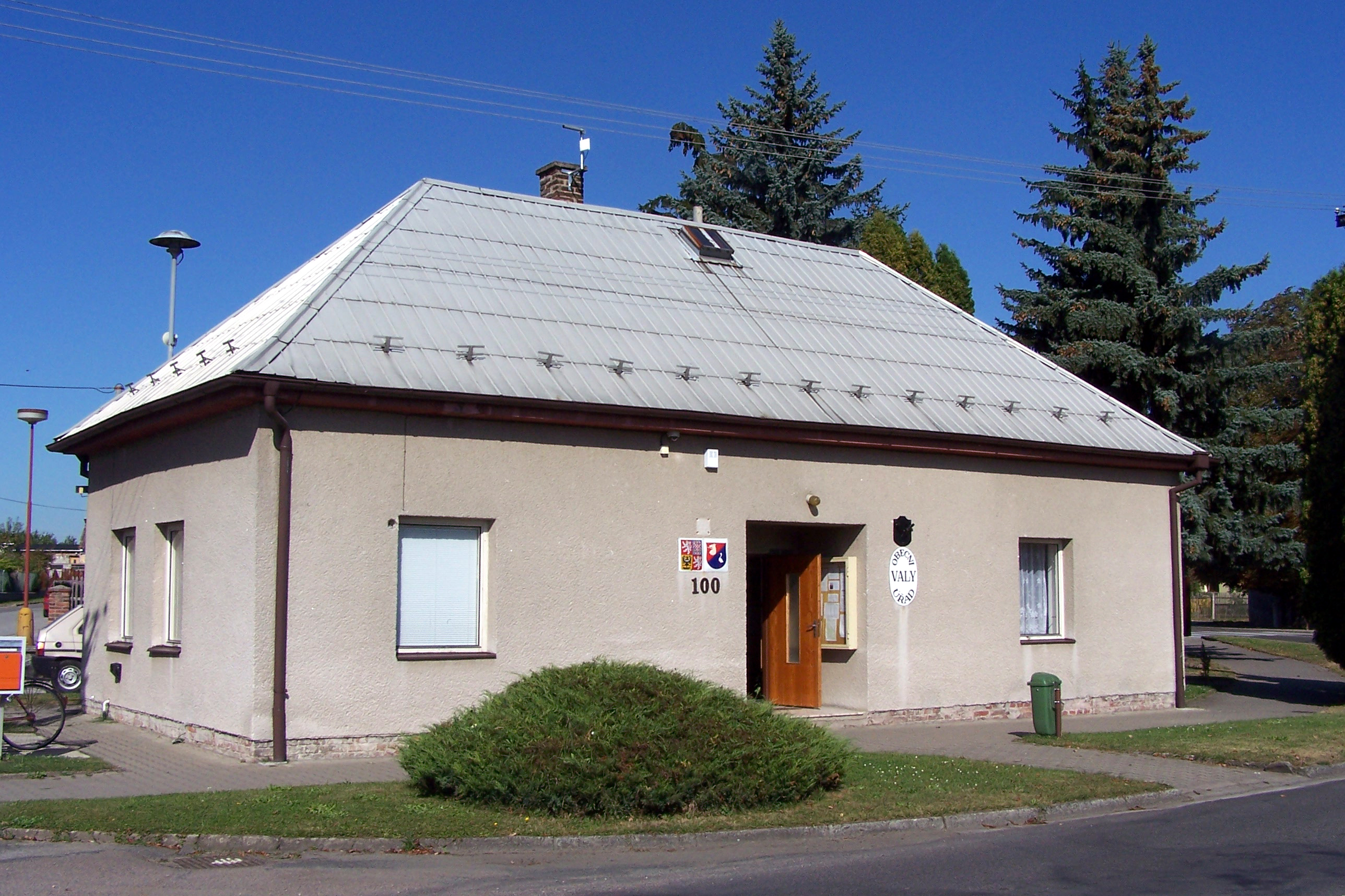
Obecní úřad